# 商業廣播
商業廣播，或簡稱為商業媒體，是以營利為目的的廣播行為，多以播放商業廣告與否為標準。基本上，公共廣播以外的傳播媒體即為商業廣播。另一種與商業廣播類似的概念為民營廣播，即非國家或政府興辦的廣播服務，包含民間興辦但非營利的廣播行為。
商業廣播為現今多數大眾傳播媒體採用的運作方式，如衛星電視、有線電視、衛星電台等付費廣播服務。

## 參看
- 傳播媒體
- 大眾傳播
- 公共廣播
- 電台
- 電視台
- 數位廣播